# Apterosperma oblata
Apterosperma oblata là một loài thực vật hạt kín thuộc họ Theaceae. Đây là loài đặc hữu của Trung Quốc. Tên gọi trong tiếng Trung là 圆籽荷 (viên tử hà). Khu vực phân bố: Trong các khu rừng ở độ cao từ 800 tới 1.300 m trong hai tỉnh Quảng Tây và Quảng Đông. Loài này hiện đang bị đe dọa vì mất môi trường sống.